# Tage Rosenberg
Tage Nils Sven Rosenberg, född 30 juli 1900 i Hörby i Malmöhus län, död 30 juni 1969 i Uppsala, var en svensk målare.
Han var son till direktören KWR Rosenberg och Maria Eckerberg och från 1950 gift med Stina Maria Söderman. Efter studentexamen 1920 studerade han under ett halvårs tid konst på museerna i Paris och efter sin värnplikt reste han till Amerika där han arbetade på olika rederi- och bankkontor. Efter något år blev han kontorschef i ett företag i El Salvador men då den ekonomiska krisen i Amerika förvärrades återvände han till Sverige 1934. Han arbetade några år som bilförsäljare innan han blev heltidskonstnär 1939. Hans konstintresse startade redan i unga år och han var under alla år sysselsatt med målning och teckning på sin fritid. Separat ställde han ut på bland annat Galerie Moderne i Stockholm och han medverkade i ett flertal samlingsutställningar. Hans konst består av stilleben, porträtt, figurer och landskap från Centralamerika, Upplandsslätten och Roslagen utförda i olja, pastell, gouache eller akvarell.